# Duilio Gigli
Duilio Gigli (Sansepolcro, 8 gennaio 1878 – Pavia, 10 maggio 1933) è stato un matematico italiano.

## Biografia
Studiò alla Scuola normale superiore di Pisa, dove ebbe come insegnante Luigi Bianchi. Si laureò con una tesi sulle superfici elicoidali e rigate dello spazio ellittico.
Dopo un breve periodo come assistente alla normale di Pisa fu insegnante di matematica e fisica in vari licei: prima a Pavia, poi a Portoferraio, Sondrio, Sassari e ancora a Pavia.
Fu libero docente e poi titolare della cattedra di matematica all'Università di Pavia, dove fu professore dei corsi algebra, geometria analitica, analisi infinitesimale e geometria analitica.
Assieme a Luigi Berzolari e Giulio Vivanti fu condirettore del primo volume della Enciclopedia delle Matematiche elementari e complementi, per la quale scrisse tre capitoli: Aritmetica generale (Milano, 1929), Aritmetica pratica (con Ettore Bortolotti) e Teoria della misura (con Luigi Brusotti).
Scrisse per i corsi delle medie superiori Lezioni di aritmetica e di algebra elementare (tre volumi, Pavia 1914). Collaborò con Federigo Enriques alla stesura del libro Questioni riguardanti le matematiche elementari, per il quale contribuì l'articolo Dei numeri complessi a due e più unità (Bologna, 1912). Fu autore di alcune voci dell'Enciclopedia Italiana di scienze, lettere ed arti Treccani.

## Altre opere
- Sulle somme di n addendi diversi presi fra i numeri 1, 2, … m, in "Rendiconti del Circolo matematico di Palermo" (vol. XVI, 1902)
- La matematica nei licei, in "Rivista d'Italia" (vol. VIII, 1905)
- Dei numeri trascendenti (Pavia, 1923)
- Riflessioni sui princìpi dell'aritmetica, in Annuario del Regio Liceo di Pavia (vol. III, Pavia 1925-26)
- Definizioni in matematica (Pavia, 1926-27)